# Перстач сріблястий
Перстач сріблястий (Potentilla argentea L.). Родина розоцвіті — Rosaceae. Відрізняється від перстача випрямленого блискучими зверху темно-зеленими, знизу сріблясто-повстистими листками, суцвіття волотисто-щіткоподібне. Росте переважно на лісових галявинах, уздовж просік, на луках, лісових пасовищах. Світлолюбна рослина. Перстач білий і сріблястий поширені по всій Україні, крім крайнього степу.

## Загальна характеристика
Перстач сріблястий — багаторічна трав'яниста рослина. Корінь стрижневий, в верхній частині покритий залишками листя. Стебла в нижній частині вигнуті у формі дуги, висота 10-30 см, покриті, як і черешки листя, і квітконоси, білим або сірим повстяним опушенням з домішкою простих волосків. Прикореневі і нижні стеблові листя довгочерешкові, з 6-7 листочками, середні та верхні — з 3-5 листочками. Листочки зворотньояйцевидні, з вузьколінійною основою, з 2-5 зазубреними кінцями на верхівці з кожного боку, зверху зелені, знизу — блідувато-зелені. Прилистки прикореневих листків перетинчасті, бурі, стеблові —  трав'янисті. Квітки яскраво-жовті, на довгих квітконіжках. Плоди дрібні, зморщені. Цвіте в червні-липні, плоди дозрівають в липні-серпні.

## Застосування
Запах у перстача відсутній, смак дещо терпкий. Рослина містить дубильні речовини і аскорбінову кислоту. В медицині використовують надземну частину у складі збору, який призначають при лікуванні папіломатозу сечового міхура, анацидного гастриту та виразковій хворобі шлунка. В народній медицині використовують як кровоспинний засіб, при проносі, ангіні, туберкульозі легень, гіпертонічній хворобі, ревматизмі, міозиті, як протиглистне; зовнішньо — як ранозагоювальне, для полоскань при кровоточивості ясен, виразках язика та слизової оболонки рота. Зафарбовує тканину та бавовну у червоний колір. Медонос.

## Заготівля
Заговляють траву у фазі цвітіння, зрізуючи ножем чи серпом без грубих прикореневих частин.
Зберігають в сухих, добре провітрюваних приміщеннях. Строк зберігання 3 роки.

## Поширення
Зустрічається по всій Україні, але частіше зустрічається на заході. Росте на схилах ярів і річкових долин, сухих узліссях і полянах, біля узбіччя, на сухих випасах, іноді росте як бур'ян. Утворює невеликі зарослі, особливо в районах лісостепу (Волинський, Львівський, Рівненський, Житомирський, Київський, Хмельницький, Винницький, Кіровоградський райони).